# Kugelpanzer

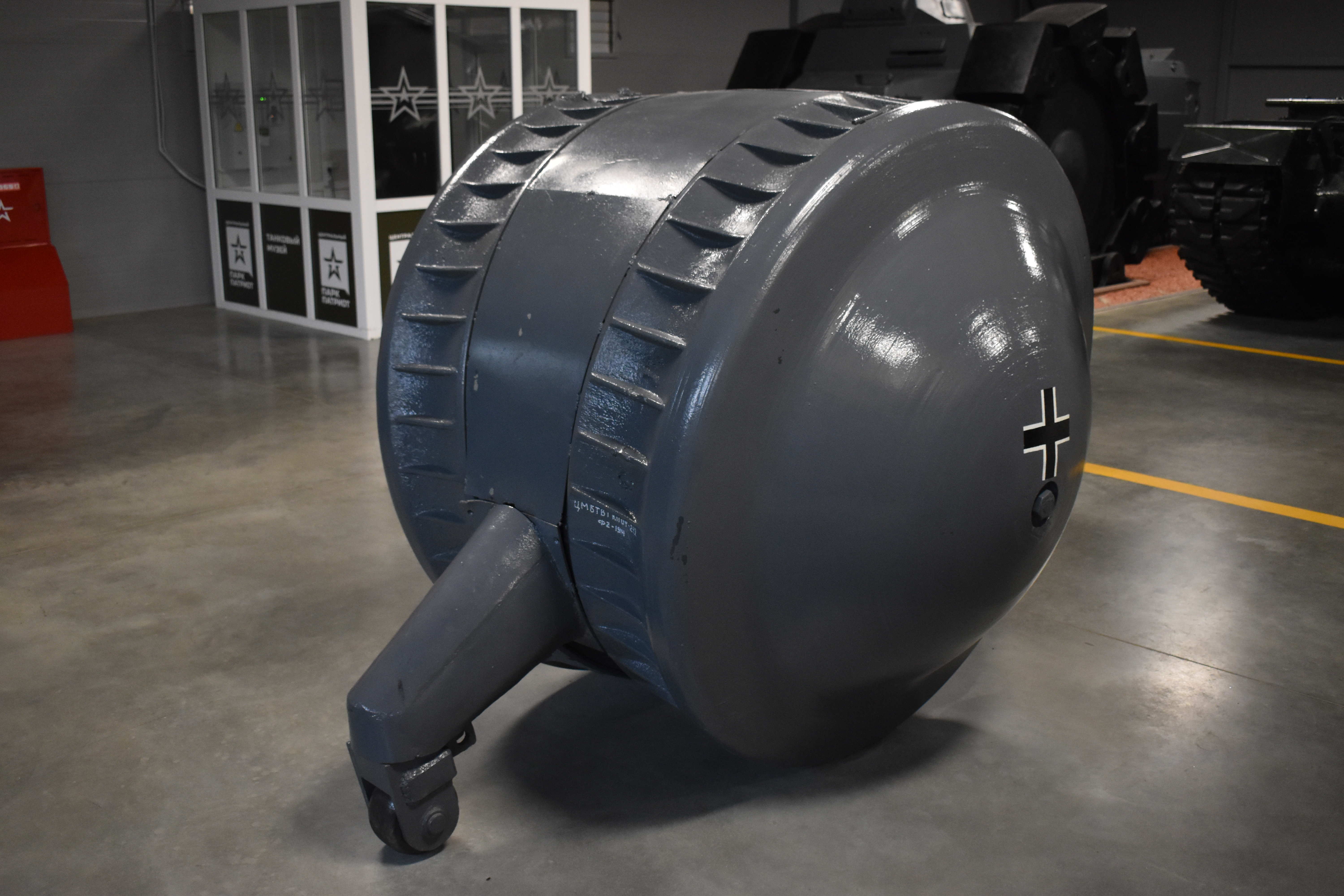

Машина наблюдателя «Кугельпанцер» (нем. «Kugelpanzer», «танк-шар» или «шаротанк») — лёгкий бронеавтомобиль, спроектированный в нацистской Германии в 1930-х гг предположительно фирмой Крупп. По словам сотрудников бронетанкового музея в Кубинке, машина разработана в качестве подвижного наблюдательного пункта для корректировки огня артиллерии.
По состоянию на 2022 год происхождение и назначение машины точно не установлено.

## Технические характеристики и описание
Kugelpanzer оборудован радиостанцией, вооружение не устанавливалось. Корпус сварной, закрытого типа. Для входа в кабину установлен люк в корме. Корпус опирается на два ведущих колеса и на рулевое колесо сзади. Спереди, на уровне глаз сидящего, располагается смотровая щель.

## Использовался
- Германия
- Япония

В настоящем времени сохранился единственный экземпляр в бронетанковом музее в Кубинке. Бронеавтомобиль был поставлен в Японию и был захвачен советскими войсками в 1945 году в Маньчжурии (по другим источникам — захвачен на Куммерсдорфском полигоне Вермахта вместе со сверхтяжёлым «Маусом»). Являлся экспериментальным образцом. Не принимал участие в боях.

## Окраска и опознавательные знаки
На единственном сохранившемся опытном образце имеется маркировка «Экземпляр 37».

## Интересные факты
- В 2008 году впервые на рынке появилась модель в масштабах 1/35 и 1/72 (производитель — чешская фирма Attack Hobby Kits).[3][4]